# Nemateleotris decora

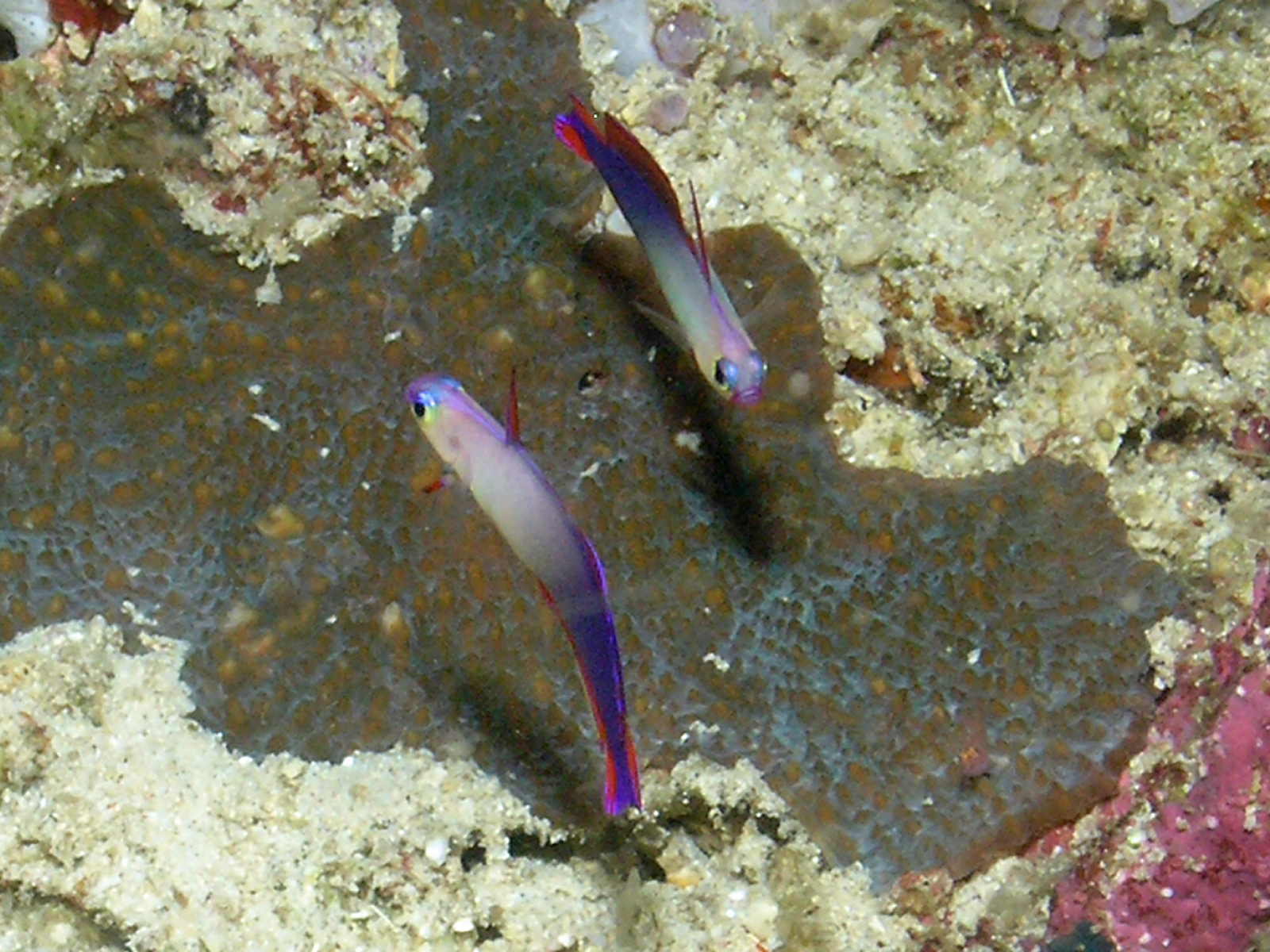
Coppia di Nemateleotris decora nel Parco nazionale di Bunaken, Sulawesi

Nemateleotris decora Randall & Allen, 1867 è un pesce marino appartenente alla famiglia Microdesmidae e alla sottofamiglia Ptereleotrinae.

## Distribuzione e habitat
È una specie Indo-Pacifica tropicale il cui areale si estende a nord fino alle isole Ryukyu e a sud fino alla Nuova Caledonia. Vive tra i 25 e i 75 m di profondità, spesso su fondali sabbiosi e ricchi di detrito. In passato si riteneva che fosse anche presente nel mar Rosso e sulle coste dell'Africa orientale, ma gli esemplari da lì provenienti sono ora considerati una specie diversa, Nemateleotris exquisita; è probabile che queste specie diano ibridi dove il loro areale si sovrappone. Il limite occidentale della distribuzione di N. decora non è ben noto.

## Descrizione
Presenta un corpo affusolato, con la testa dal profilo arrotondato. La parte anteriore del corpo è molto chiara, con una striscia viola tra gli occhi che continua sulle due pinne dorsali. Il resto del corpo è di un blu-verdastro che sfuma verso il viola, e la pinna caudale è viola e rossa. Anche le pinne pelviche e la pinna anale sono striate di viola e rosso. Si distingue da N. exquisita per il corpo lievemente più tozzo, gli occhi di dimensioni maggiori e la colorazione, che tende meno al giallo.
La prima pinna dorsale presenta raggi molto allungati.
Non supera i 9 cm.

## Biologia

### Comportamento
Come le altre specie del genere Nemateleotris, agita le pinne pelviche e la prima pinna dorsale per dare un segnale d'allarme.

### Alimentazione
Si nutre di zooplancton, soprattutto copepodi.

### Riproduzione
Forma coppie ed è monogamo; il maschio sorveglia le uova.

## Acquariofilia
È una specie molto ricercata a causa della colorazione accesa; si riproduce anche in cattività.

## Conservazione
È classificata come "a rischio minimo" (LC) dalla lista rossa IUCN perché è una specie comune dall'areale ampio, pur specificando che sarà necessario monitorare come la cattura per l'acquariofilia ne influenza le popolazioni.